# Kulebaki járás

A Kulebaki járás a Nyizsnyij Novgorod-i területen

A Kulebaki járás (oroszul Кулебакский район) Oroszország egyik járása a Nyizsnyij Novgorod-i területen. Székhelye Kulebaki.

## Népesség
- 1989-ben 16 285 lakosa volt.
- 2002-ben 17 798 lakosa volt.
- 2010-ben 52 377 lakosa volt, melynek 99,2%-a orosz.